# Elina Svitolina
Elina Mykhailivna Svitolina (em ucraniano: Еліна Михайлівна Світоліна; nascida em 12 de setembro de 1994) é uma tenista profissional ucraniana. Ela alcançou a classificação mais alta de sua carreira, ocupando o 3º lugar no mundo em simples e 108 em duplas, ganhou 17 títulos de simples do WTA Tour e foi vice-campeã três vezes.
Svitolina entrou pela primeira vez no top 50 do mundo em julho de 2013, alcançou o top 20 em junho de 2015 e depois o top 10 em maio de 2017, tornando-a a primeira mulher ucraniana a chegar ao top 10 no ranking após ultrapassar a compatriota Alona Bondarenko. Depois de ganhar seu primeiro título WTA em 2013, ela ganhou cinco títulos adicionais até 2017, durante os quais conquistou cinco títulos no mesmo ano, levando-a ao top 10. torneios: o Campeonato de Tênis de Dubai, o Aberto da Itália e o Aberto do Canadá. Ela também conquistou dois títulos em duplas, tanto na Copa de Istambul em 2014 quanto em 2015. Svitolina teve suas melhores atuações em um torneio importante em 2019, tendo alcançado suas duas semifinais de Grand Slam no Campeonato de Wimbledon e no Aberto dos Estados Unidos. Em 2021, Svitolina conquistou a medalha de bronze olímpica no torneio individual feminino nos Jogos Olímpicos de 2020 e se tornou a primeira atleta olímpica a ganhar uma medalha no tênis para a Ucrânia.

## Início da vida e antecedentes
Svitolina nasceu em Odessa, filha dos pais ucranianos Mikhaylo Svitolin (ex-lutador) e Olena Svitolina (ex-remadora). Excepcionalmente, ela recebeu o nome da famosa atriz ucraniana Elina Bystritska e também tem um irmão mais velho, Yulian. Quando criança, Elina percebeu que seu irmão estava chamando muita atenção por jogar tênis. Isso a inspirou a praticar esportes para recuperar parte da atenção de seu pai. Ela começou a jogar aos cinco anos. Svitolina e sua família se mudaram para Carcóvia, quando ela tinha 13 anos, depois que o empresário Yuriy Sapronov se tornou seu patrocinador. Sapronov a viu jogar em um de seus torneios infantis quando ela tinha 12 anos e ficou impressionado, levando-o a investir em seu treinamento e desenvolvimento profissional.
Svitolina ainda reside oficialmente em Carcóvia, mas treina no exterior, o que limita sua presença em Odesa e/ou Carcóvia, e também tem residência em Londres. Ela disse que no início de sua carreira recusou ofertas para mudar sua cidadania em troca de "grandes somas financeiras". Svitolina tem aprendido ativamente o idioma ucraniano desde a quarentena do COVID-19 no Australian Open de 2021. Em janeiro de 2022, ela prometeu dominar o idioma durante sua entrevista com Dmitry Gordon.

## Vida pessoal
Svitolina é casada com o tenista francês Gaël Monfils. Começaram o relacionamento em 2019, anunciaram o noivado em 3 de abril de 2021 e contraíram matrimônio em 16 de julho de 2021. A ucraniana não planeja trocar o sobrenome para o do marido enquanto for uma jogadora profissional.

## Destaques da carreira

### Júnior
A maior conquista de Svitolina como júnior foi vencer o evento feminino do Aberto da França em 2010, derrotando a tunisiana Ons Jabeur na final. Ela alcançou sua primeira final profissional de simples no torneio US$ 25k em Carcóvia em maio de 2010. Svitolina também chegou à final do evento individual feminino no Torneio de Wimbledon de 2012, onde perdeu para Eugenie Bouchard. Svitolina se classificou para o US Open. Ela foi derrotada na primeira rodada pela 12ª cabeça-de-chave e eventual quarta-de-finalista Ana Ivanovic. Ela ganhou um título WTA 125 no Royal Indian Open em Pune, derrotando Andreja Klepac [en], Rutuja Bhosale [en], Luksika Kumkhum, o ex-jogadora do top 10 Andrea Petkovic e a veterana japonêsa Kimiko Date na final.

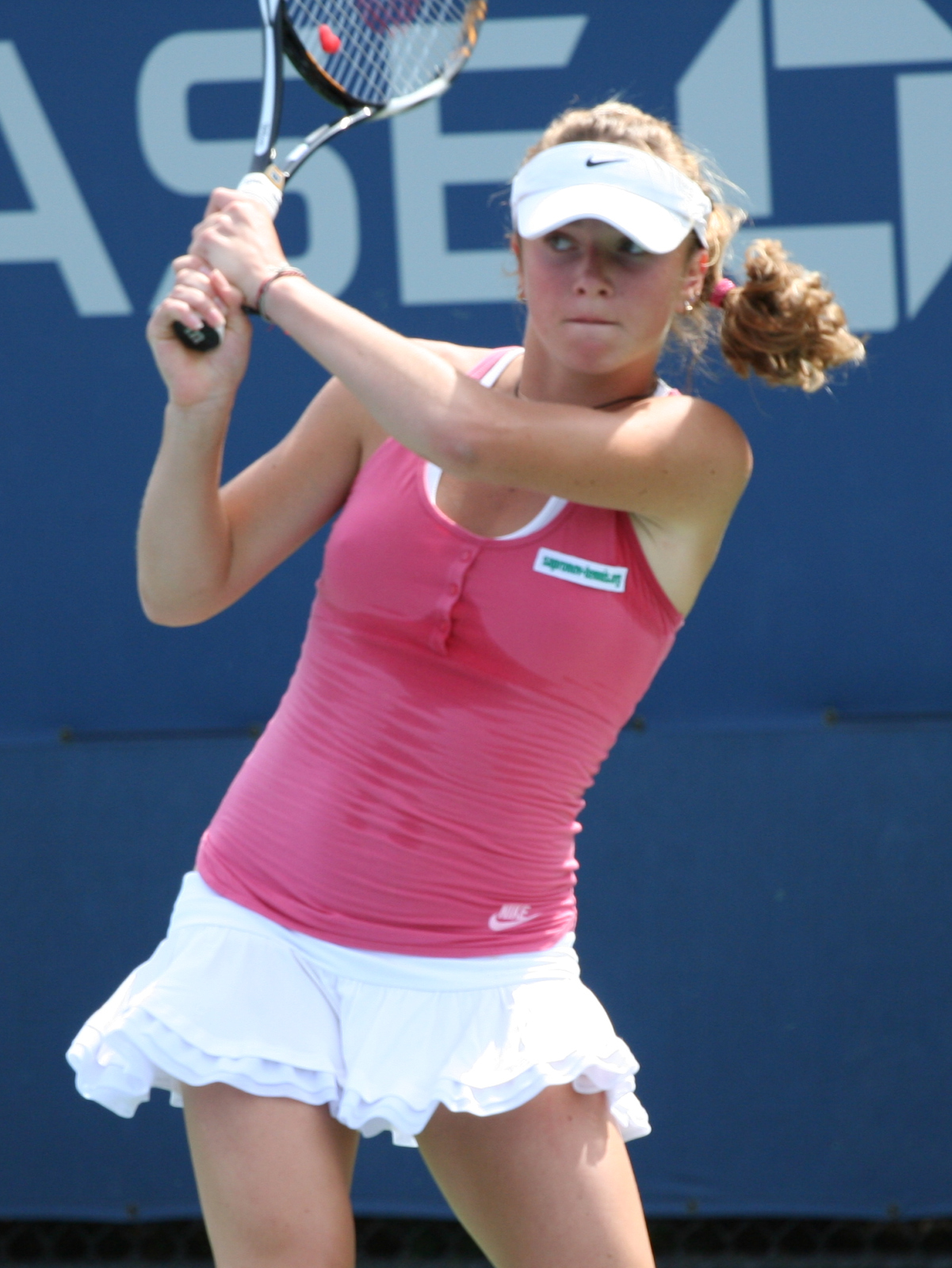
Svitolina em 2010.
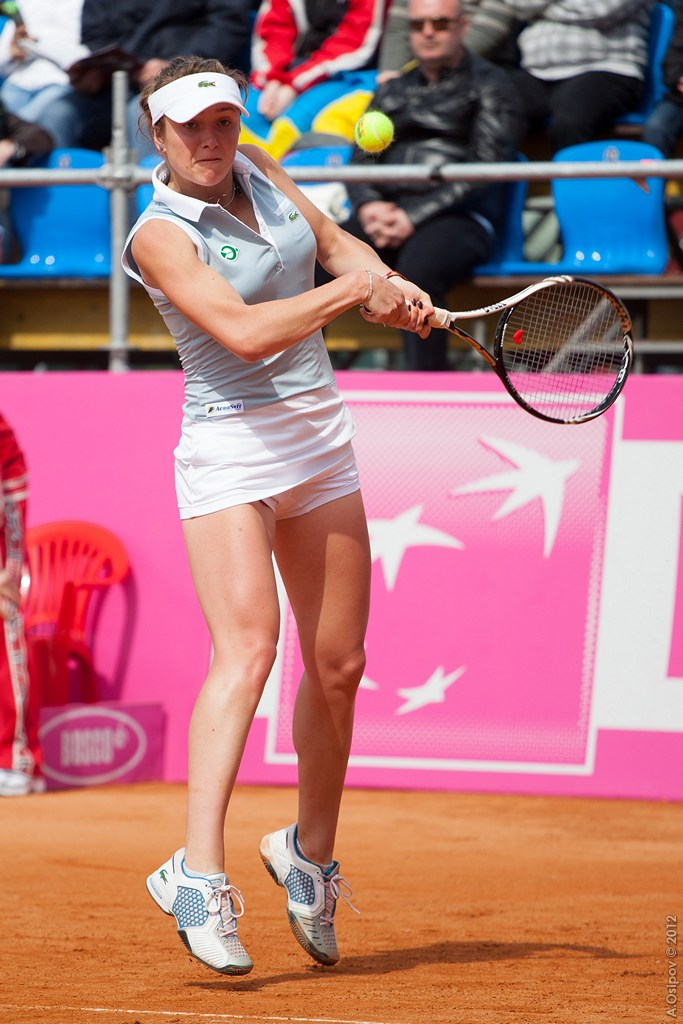
Svitolina em 2012.
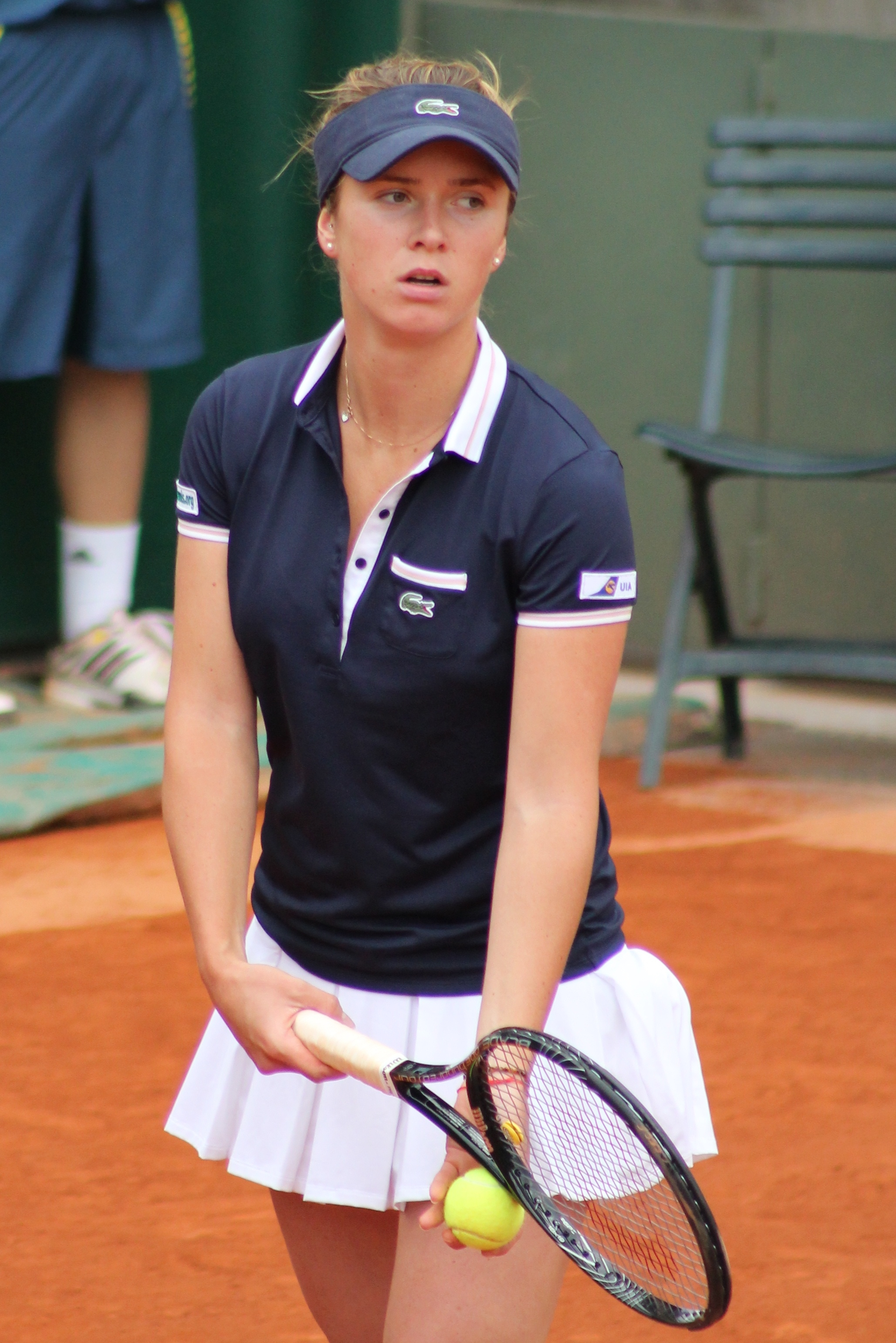
Svitolina em 2013.

### 2013
Svitolina ganhou entrada direta no Australian Open, onde foi derrotada pela quinta cabeça-de-chave Angelique Kerber na primeira rodada. Ela ganhou seu primeiro título WTA na Baku Cup ao vencer Shahar Pe'er; ao fazer isso, Svitolina se tornou a primeira adolescente a vencer um torneio WTA desde fevereiro de 2012. A vitória levou a um salto de 32 posições no ranking WTA, colocando-a na 49ª posição em 29 de julho de 2013.

### 2014

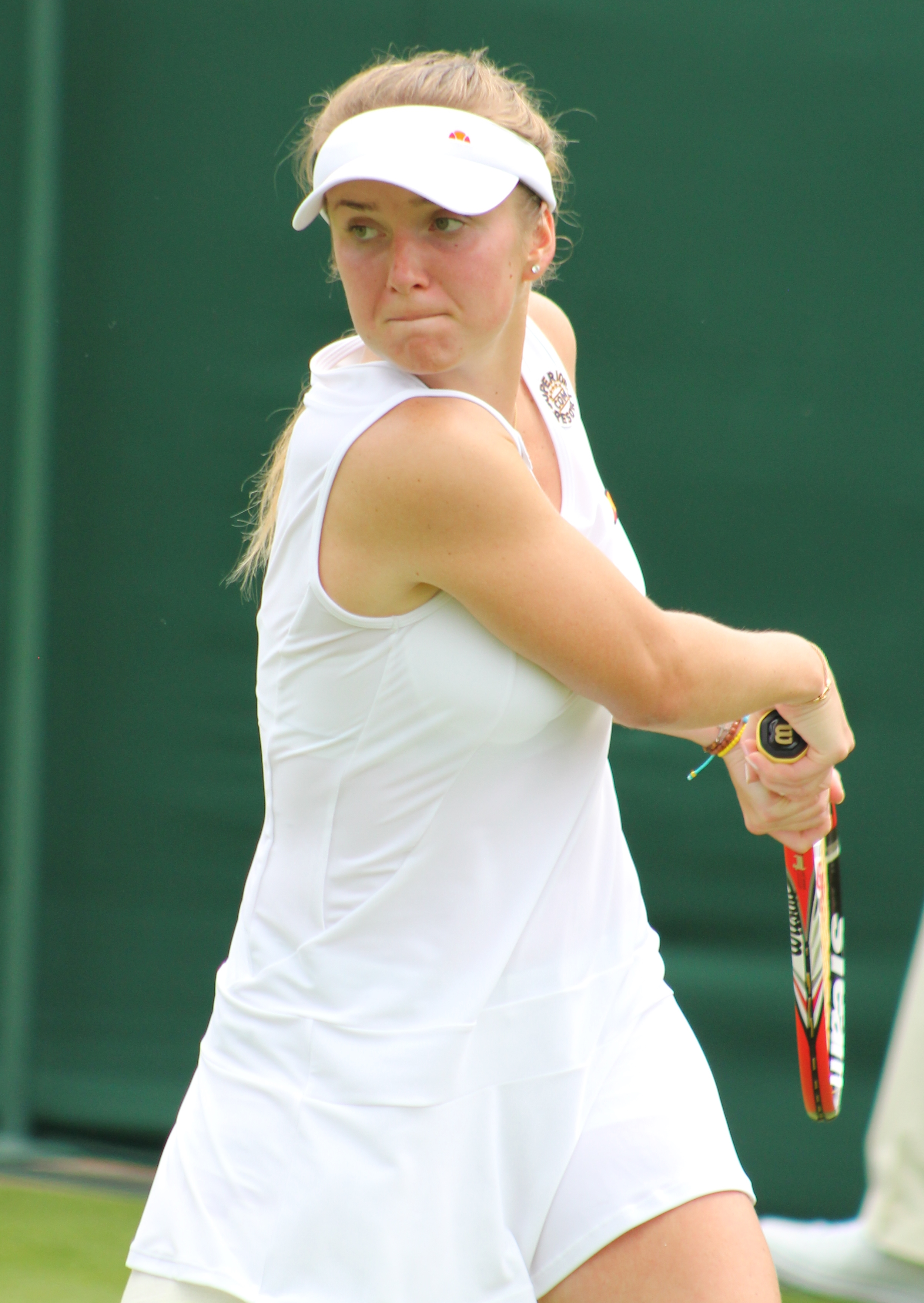
Svitolina em Wimbledon, 2014.

No Australian Open, Svitolina derrotou Svetlana Kuznetsova, duas vezes campeã do Grand Slam e três vezes finalista do Australian Open, Svetlana Kuznetsova na primeira rodada em dois sets. Ela chegou à terceira rodada, perdendo para Sloane Stephens em dois sets.
Depois de defender seu título da Baku Cup ao derrotar Bojana Jovanovski na final, Svitolina jogou no Western & Southern Open, onde registrou a primeira vitória entre as top 10 de sua carreira, derrotando a recém-coroada campeã de Wimbledon, Petra Kvitová, na segunda rodada. Ela prosseguiu e chegou à sua primeira quartas de final em um torneio do nível Premier-5, perdendo para Ana Ivanovic em dois sets.
Svitolina alcançou sua primeira semifinal Premier-5 na primeira edição do torneio WTA em Wuhan, derrotando Camila Giorgi, Sabine Lisicki, Garbiñe Muguruza e Angelique Kerber antes de perder para Petra Kvitová nas semifinais.

### 2015

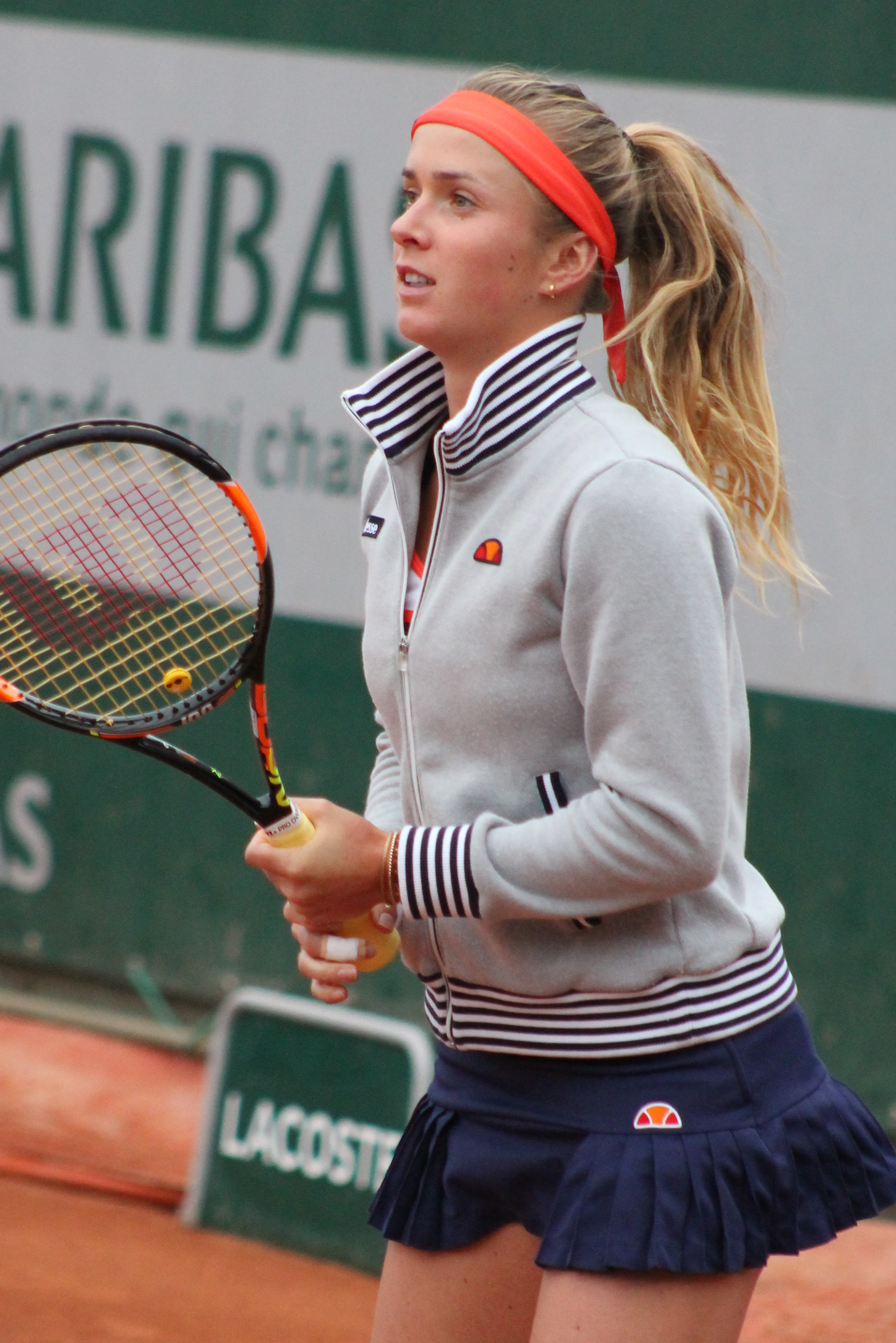
Svitolina em Roland Garros, 2015.

Ela começou a nova temporada no Brisbane International, onde chegou às semifinais antes de perder para a eventual campeã Maria Sharapova. No Australian Open, Svitolina chegou à terceira rodada e venceu o primeiro set contra a número 1 do mundo e eventual campeã, Serena Williams, antes de perder em três sets. Ela caiu na segunda rodada em Dubai e Doha, perdendo em partidas apertadas de três sets para Petra Kvitová e Victoria Azarenka, respectivamente.
Como 23ª cabeça-de-chave em Indian Wells, ela derrotou Alison Van Uytvanck e Lucie Šafárová [en], antes de perder na quarta rodada para Timea Bacsinszky. Na semana seguinte, em Miami, ela derrotou Bojana Jovanovski antes de perder na terceira rodada para a oitava cabeça-de-chave Ekaterina Makarova. Como cabeça-de-chave em um torneio pela primeira vez em Bogotá, Svitolina chegou às semifinais, derrotando Louisa Chirico, Danka Kovinic [en] e Irina Falconi, antes de perder para a eventual campeã Teliana Pereira.
Ela continuou seu início de sucesso na temporada de quadra de saibro ao ganhar seu terceiro título de carreira e o primeiro no saibro em Marrakech, recuperando-se de 2 a 5 no set de abertura para derrotar Tímea Babos, em dois sets. A vitória a levou ao 21º lugar no ranking da carreira. Ela também chegou às semifinais em duplas com a compatriota Olga Savchuk. Na semana seguinte, em Madrid, após despachar facilmente Daniela Hantuchová, Svitolina perdeu para Ana Ivanovic pela sexta vez na carreira. Um cenário semelhante ocorreu em Roma, onde ela derrotou Flavia Pennetta em dois sets antes de perder para Venus Williams.
No Aberto da França, depois de derrotar confortavelmente Yanina Wickmayer em sua partida de abertura, Svitolina teve que se recuperar de 0–3 no segundo set e 1–4 no set final para vencer Yulia Putintseva em uma partida que durou mais de três horas. Outra vitória apertada de três sets ocorreu na terceira rodada contra Annika Beck, antes de Svitolina derrotar Alizé Cornet em um confronto da quarta rodada interrompido pela chuva para estabelecer sua primaira quartas de final em Grand Slam contra a sétima cabeça-de-chave Ana Ivanovic, que ela perdeu em dois sets. Svitolina subiu para a 17ª posição no ranking após este torneio, ultrapassando Alona Bondarenko como a mulher ucraniana com melhor classificação na Era Aberta, incluindo mulheres da Ucrânia que jogaram sob a União Soviética.
A temporada de quadra de grama de Svitolina foi significativamente menos bem-sucedida, perdendo em três sets na segunda rodada de Eastbourne para Heather Watson. Como a 17ª cabeça-de-chave em Wimbledon, ela veio de um set perdido para vencer Misaki Doi, que a havia derrotado na mesma fase no ano anterior, antes de perder novamente na segunda rodada para a australiana Casey Dellacqua. Apesar de perder na primeira rodada de Istambul para Magdaléna Rybáriková, Svitolina defendeu com sucesso seu título de duplas do ano anterior, desta vez ao lado de Daria Gavrilova.
Ela começou a temporada em quadra dura dos Estados Unidos com uma campanha até as semifinais em Stanford, perdendo em dois sets para a eventual campeã Angelique Kerber. Na Rogers Cup, Svitolina perdeu na primeira rodada para Victoria Azarenka. Ela melhorou seu desempenho do ano anterior em Cincinnati, derrotando Alison Riske, Eugenie Bouchard e Caroline Garcia para chegar às quartas de final, antes de derrotar Lucie Šafárová pela segunda vez no ano para avançar para sua segunda semifinal de um Premier-5, onde perdeu para Serena Williams. Svitolina concluiu seu aquecimento para o US Open em New Haven, onde se retirou na primeira rodada na partida contra o Madison Keys. Ela avançou até a terceira rodada do US Open, derrotando Elizaveta Kulichkova e Kaia Kanepi, antes de perder para a 13ª cabeça-de-chave Ekaterina Makarova pela terceira vez no ano.
A campanha em quadra dura asiática começou em Tóquio para Svitolina, onde ela perdeu na segunda rodada para a eventual campeã Agnieszka Radwanska. Svitolina não conseguiu repetir o sucesso do ano anterior em Wuhan, perdendo na terceira rodada para Karolína Plíšková.Resultados igualmente decepcionantes se seguiram para Svitolina, perdendo na segunda rodada de Pequim para Anastasia Pavlyuchenkova, e na primeira rodada de Tianjin para Elena Vesnina.
Apesar do final decepcionante de sua temporada, a consistência de Svitolina ao longo do ano lhe rendeu uma vaga como a oitava cabeça-de-chave na primeira edição do WTA Elite Trophy em Zhuhai. Ela foi sorteada para o Grupo B com a segunda cabeça-de-chave Carla Suárez Navarro e Andrea Petkovic. Svitolina liderou o grupo ao vencer as duas partidas, avançando para as semifinais, onde perdeu para Karolína Plíšková. Sua última partida da temporada foi contra Pauline Parmentier na primeira rodada do torneio WTA 125 em Limoges, que ela perdeu no tiebreak do set final.

### 2016

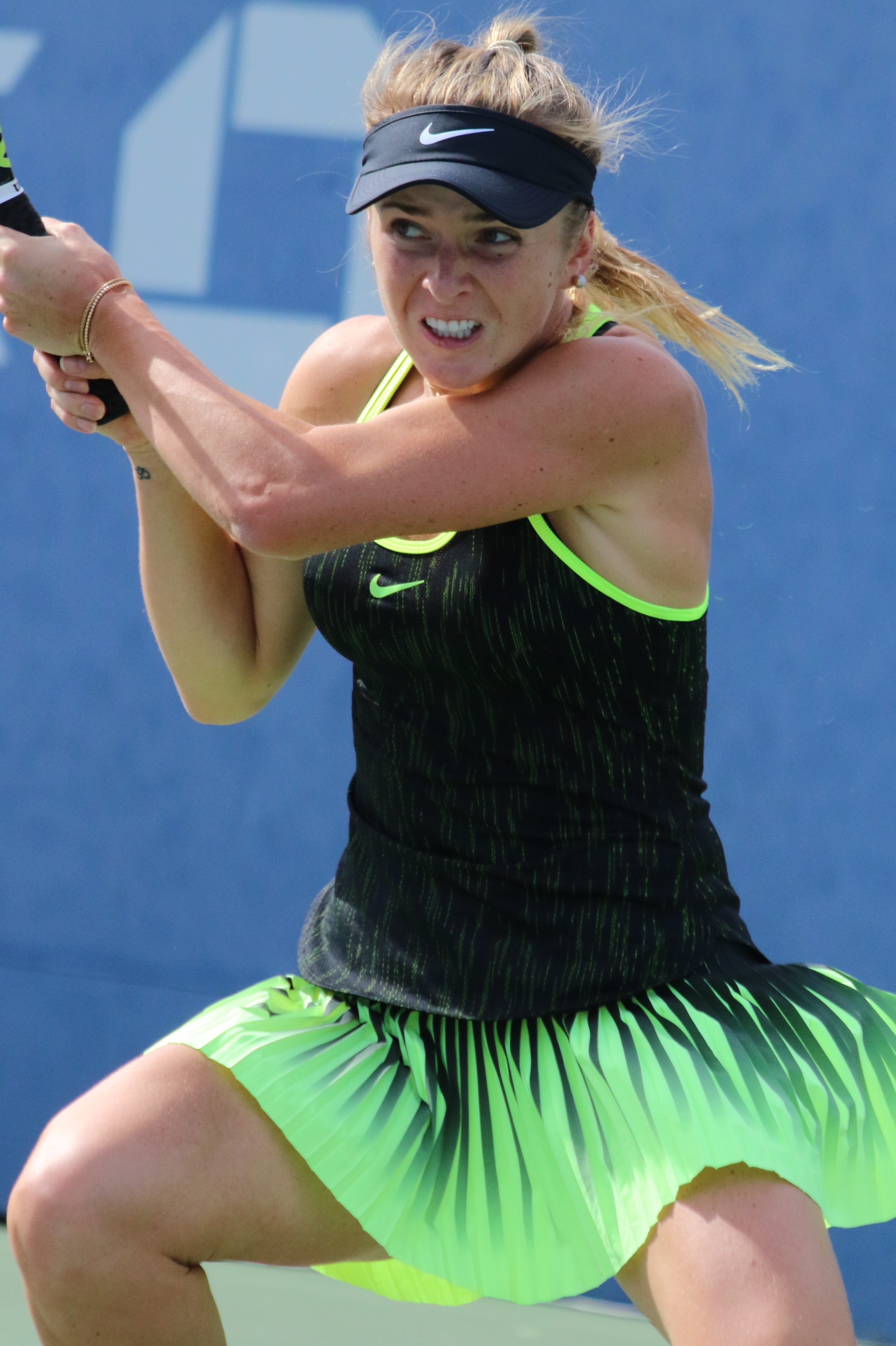
Svitolina no US Open, 2016.

Svitolina começou sua temporada na Hopman Cup, representando a Ucrânia com Alexandr Dolgopolov. Ela estava invicta em suas partidas de simples na fase round-robin, derrotando Victoria Duval, Karolína Plíšková e Jarmila Wolfe. Svitolina e Dolgopolov foram os vencedores de seu grupo e avançaram para a final, onde a dupla australiana de Nick Kyrgios e Daria Gavrilova os derrotou por 2 a 0, com Svitolina perdendo sua partida de simples em dois sets. No Sydney International, Svitolina perdeu na primeira rodada para Angelique Kerber em três sets depois de ter vencido o primeiro. Em Melbourne, ela derrotou Victoria Duval em dois sets, antes de perder para a vinda da qualificatória Naomi Osaka na segunda rodada.
Em seu primeiro torneio com Justine Henin atuando como consultora de treinamento, Svitolina avançou para as semifinais em Dubai, derrotando a vinda da qualificatória Jana Cepelová [en], conquistando sua primeira vitória entre as top 10 do ano sobre a segunda cabeça-de-chave Garbiñe Muguruza, e passando com dificuldade por Coco Vandeweghe em três sets, antes de perder para a eventual campeã Sara Errani. Svitolina posteriormente perdeu na primeira rodada em Doha para Denisa Allertová.
Seu próximo torneio foi o Malaysian Open, onde derrotou Miyu Kato [en], Risa Ozaki, Kristína Kucová [en] e Zhu Lin a caminho da final, onde derrotou a ressurgente Eugenie Bouchard em uma maratona interrompida pela chuva para ganhar seu quarto título WTA. Esta vitória fez com que ela mantivesse seu recorde perfeito nas finais do WTA, além de melhorar sua classificação para o 14º lugar na carreira.
No Indian Wells Open, como 17ª cabeça-de-chave Svitolina derrotou Annika Beck, antes de perder em dois sets para a nona cabeça-de-chave Roberta Vinci. Então, em Miami, após derrotar a quarta-finalista do Australian Open, Zhang Shuai, Svitolina conquistou uma das maiores vitórias de sua carreira, vindo de uma quebra no terceiro set para derrotar a ex-número 1 da WTA, Caroline Wozniacki, em três sets na terceira rodada. Svitolina posteriormente perdeu na quarta rodada para Ekaterina Makarova, que a venceu no mesmo torneio no ano anterior.
Svitolina começou sua temporada em quadras de saibro com uma derrota decepcionante na primeira rodada para Alexandra Panova em Bogotá, seguida por uma derrota na segunda rodada para Daria Gavrilova em Madrid e uma derrota na primeira rodada para a vinda da qualificatória Monica Puig em Roma. Entrando no Aberto da França em má forma, Svitolina venceu a romena vinda da qualificatória Sorana Cîrstea e a "wild card" Taylor Townsend antes de derrotar a frequente vencedora em confrontos diretos e ex-número 1 do mundo, Ana Ivanovic, em dois sets. Ela então perdeu na quarta rodada para a número 1 do mundo, atual campeã e eventual finalista Serena Williams.
Em Birmingham, ela perdeu na primeira rodada para Carla Suárez Navarro. Em Wimbledon, ela venceu Naomi Broady em dois sets antes de ser derrotada por Yaroslava Shvedova em três sets.
Nas Olimpíadas do Rio, Svitolina conquistou sua primeira vitória sobre a atual campeã e então número 1 do mundo, Serena Williams, na terceira rodada para chegar às quartas de final, derrotando a americana em dois sets. Svitolina não conseguiu seguir sua vitória histórica na rodada seguinte, perdendo para a eventual medalhista de bronze Petra Kvitová.
A temporada de quadra dura americana começou com uma campanha para a terceira rodada de Montreal, perdendo para Angelique Kerber. Depois de uma derrota decepcionante para Daria Gavrilova em Cincinnati, ela se recuperou em New Haven, chegando à final antes de perder para Agnieszka Radwanska. No US Open, Svitolina chegou à terceira fase pelo segundo ano consecutivo com vitórias sobre Mandy Minella e Lauren Davis, mas perdeu para Petra Kvitová mais uma vez.
A campanha asiática foi proveitosa para Svitolina, chegando às semifinais de Tóquio, onde foi derrotada por Naomi Osaka, e Pequim, sua primeira semifinal no nível Premier-Obrigatório, perdendo para a eventual campeã Agnieszka Radwanska. Como resultado, sua classificação foi impulsionada para 15ª, uma posição abaixo da melhor de sua carreira até então, e garantiu a ela uma vaga em Zhuhai pelo segundo ano consecutivo. Sua boa forma continuou no último evento Premier da temporada em Moscou, onde ela chegou às semifinais, a terceira em quatro torneios, antes de ser eliminada pela eventual campeã Svetlana Kuznetsova em três sets.
Svitolina concluiu sua temporada como a quarta cabeça-de-chave em Zhuhai. Ela liderou seu grupo ao derrotar Kiki Bertens e Elena Vesnina, e então veio de um primeiro set perdido para derrotar a cabeça-de-chave Johanna Konta nas semifinais para avançar para sua terceira final do ano, onde perdeu para Petra Kvitová. Svitolina terminou a temporada em 14º lugar, com um impressionante recorde de 13–5 vitórias e derrotas após o US Open.

### 2017

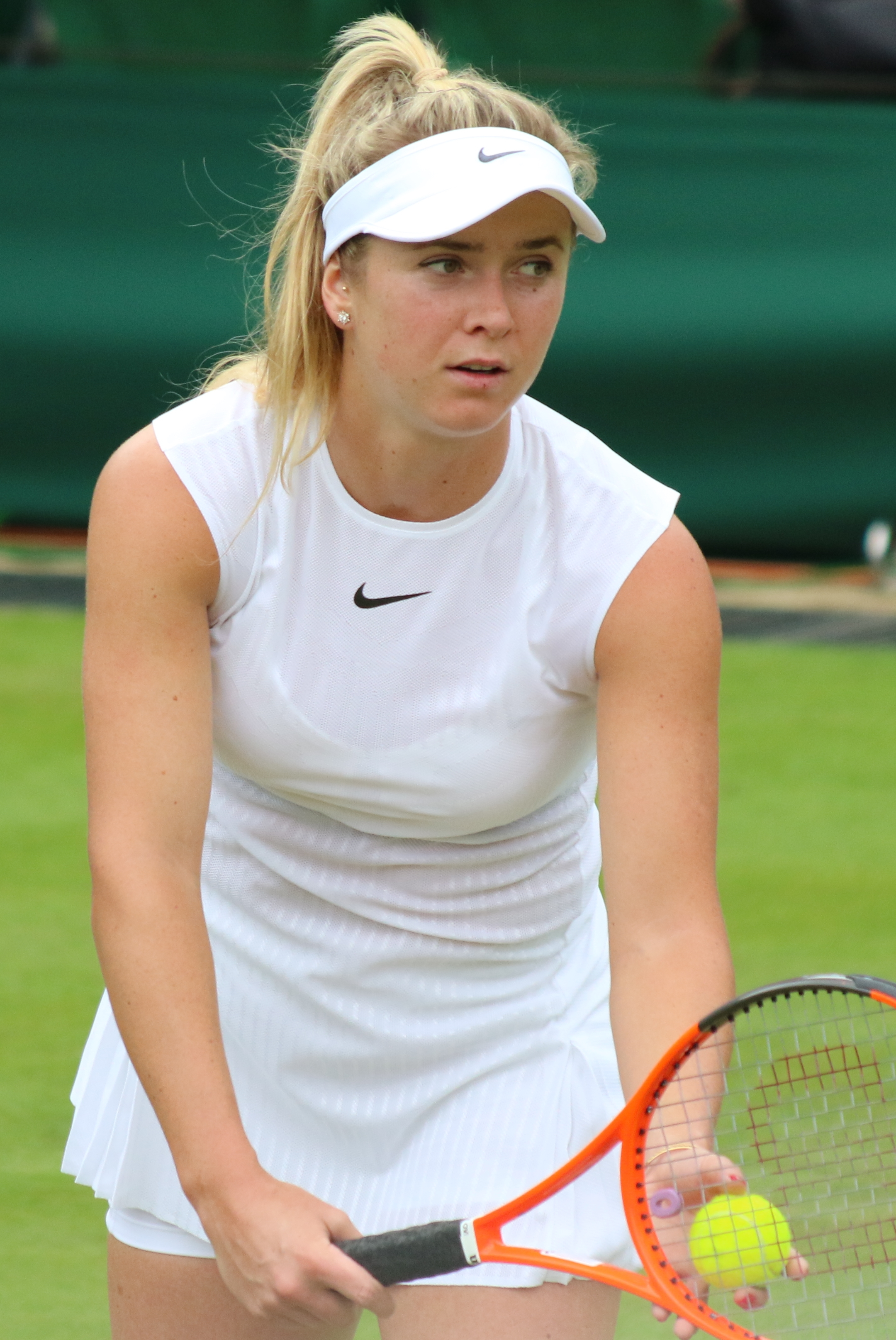
Svitolina em Wimbledon, 2017.

Svitolina começou sua temporada de 2017 com uma forte atuação em Brisbane, derrotando a nº 1 mundial, Angelique Kerber, nas quartas de final, antes de perder para a eventual campeã Karolína Plíšková na rodada seguinte. A vitória sobre Kerber significou sua terceira vitória sobre uma jogadora classificada como número um em cinco meses. Svitolina foi a 11ª cabeça-de-chave no Australian Open, seu melhor chaveamento até aquele momento. Ela igualou sua melhor exibição em Melbourne, chegando à terceira rodada com vitórias sobre Galina Voskoboeva e Julia Boserup, antes de perder para Anastasia Pavlyuchenkova em três sets. Svitolina conquistou seu quinto título de carreira no Taiwan Open, defendendo-se de quatro match points em seu confronto nas quartas de final com Ons Jabeur, antes de derrotar Peng Shuai na final. Em seguida, Svitolina competiu na eliminatória da da Fed Cup da Ucrânia contra a Austrália, onde venceu as duas partidas de simples para ajudar a Ucrânia a definir um play-off contra a Alemanha. Svitolina continuou seu forte início de temporada em Dubai, onde derrotou Caroline Wozniacki em dois sets na final para conquistar seu primeiro título no nível Premier 5. Esta vitória a levou ao top 10 da WTA pela primeira vez em sua carreira, tornando-a a primeira ucraniana a fazê-lo. Svitolina não conseguiu levar seu ímpeto para a temporada americana em quadra dura, perdendo na quarta rodada de Indian Wells para Garbiñe Muguruza, e na segunda rodada de Miami para Bethanie Mattek-Sands.
Ela começou a temporada em quadra de saibro conquistando seu terceiro título do ano em Istambul. Recuperando-se de uma derrota decepcionante para Zheng Saisai na primeira rodada de Madrid, Svitolina então alcançou sua segunda final de nível Premier-5 do ano, e a quarta no geral, em Roma. Depois de derrotar duas jogadoras do top 5, Karolína Plíšková e Garbiñe Muguruza, ela enfrentou Simona Halep, a quem derrotou em três sets para reivindicar o título. A vitória a impulsionou para o 6º lugar no ranking de simples, bem como para o primeiro lugar na "Corrida para Cingapura". Ela então começou sua campanha no Aberto da França como uma das favoritas para vencer o torneio. Svitolina passou por suas três primeiras partidas com relativa facilidade, derrotando Yaroslava Shvedova, Tsvetana Pironkova e [Magda Linette]], respectivamente. Svitolina então superou a vinda da qualificatória Petra Martic em uma partida apertada de três sets para avançar para sua segunda grande quarta de final. Ela enfrentou Simona Halep em uma revanche da final do Aberto da Itália. Svitolina liderou por um set e 5–1 no segundo e teve um match point contra a finalista de 2014, mas perdeu em três sets (o terceiro set em 0-6).
Em Wimbledon, ela superou suas performances anteriores ao chegar à quarta rodada, derrotando a finalista de Birmingham e potencial "zebra" Ashleigh Barty na primeira rodada. Ela então superou Francesca Schiavone e Carina Witthöft, antes de ser eliminada para a 13ª cabeça-de-chave e campeã do Aberto da França, Jelena Ostapenko, em dois sets.
Seu quinto título do ano, e o terceiro consecutivo no nível Premier 5, veio em Toronto, onde ela derrotou quatro jogadoras do top 10: Venus Williams, Garbiñe Muguruza, Simona Halep e Caroline Wozniacki. A primeira derrota de Svitolina na temporada no nível Premier-5 veio na semana seguinte, na terceira rodada de Cincinnati, perdendo para Julia Görges.
Ela entrou no US Open sabendo que uma campanha até as semifinais a levaria ao primeiro lugar no ranking mundial pela primeira vez. Ela superou Katerina Siniaková em um confronto de três sets interrompido pela chuva, antes de ultrapassar Evgeniya Rodina e Shelby Rogers para chegar às oitavas de final no US Open pela primeira vez. Ela foi então derrotada pela eventual vice-campeã Madison Keys em três sets.
Apesar de perder grande parte da campanha asiática, Svitolina ainda garantiu sua vaga nas finais do WTA Finals em Cingapura, tornando-a a primeira ucraniana a fazê-lo. Como terceira cabeça-de-chave em Pequim, ela avançou para suas oitavas quartas de final do ano com relativa facilidade, derrotando a "wild card" Zhu Lin, a recente finalista de Wuhan Ashleigh Barty e Elena Vesnina. Lá, ela foi derrotada por Caroline Garcia no tiebreak do set final.
Svitolina foi sorteada para o Grupo Vermelho no WTA Finals, ao lado de Halep, Wozniacki e Caroline Garcia. Apesar de ter conquistado sua quinta vitória na carreira sobre um jogador classificado em primeiro lugar ao derrotar Halep, Svitolina perdeu suas outras duas partidas, incluindo uma derrota em dois sets para o eventual campeão Wozniacki, que acabou colocando-a em terceiro lugar no grupo. Ela terminou o ano em 6º lugar.

### 2018

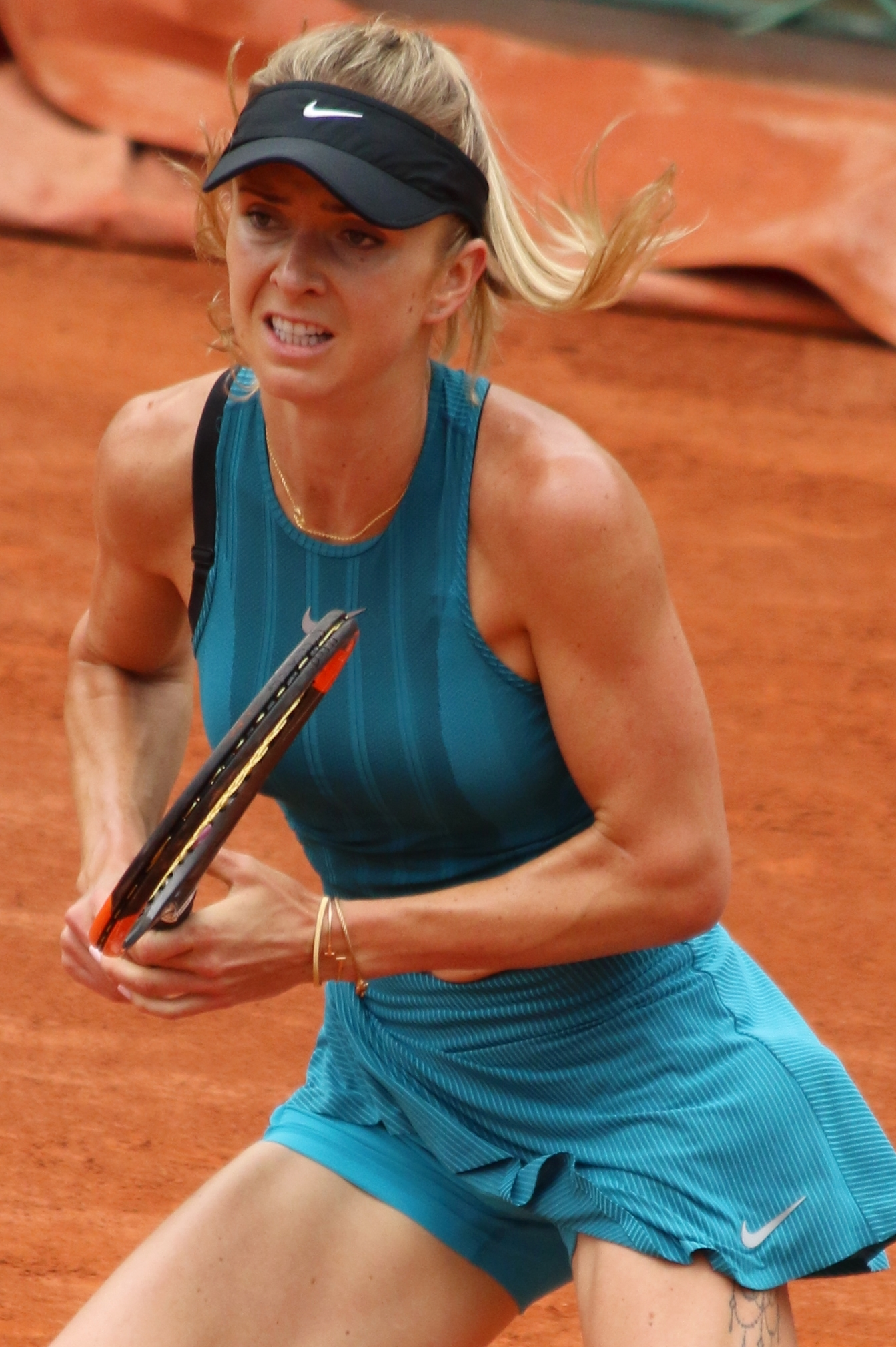
Svitolina em Roland Garros, 2018.

Svitolina começou sua temporada de 2018 conquistando o título do Brisbane International, derrotando a vinda da qualificatória Aliaksandra Sasnovich na final. Ela então competiu no Australian Open como quarta cabeça-de-chave. Ela enfrentou a vinda da qualificatória Ivana Jorovic [en] e venceu em dois sets. Contra Katerina Siniaková, Svitolina venceu em três sets. Ela então teve duas vitórias em sets diretos sobre a vinda da qualificatória e compatriota Marta Kostyuk e Denisa Allertová para avançar para sua primeira quartas de final do Australian Open, onde foi derrotada por Elise Mertens em sets diretos.
O 11º título da carreira de Svitolina veio depois de uma defesa bem-sucedida de seu título em Dubai, onde ela derrotou Daria Kasatkina na final. Depois de perder para Carla Suárez Navarro na terceira rodada de Indian Wells, ela produziu seu melhor resultado em Miami, chegando às quartas de final antes de cair para a eventual vice-campeã Jelena Ostapenko em dois sets (ambos por tie break).
Recuperando-se de uma derrota na segunda rodada em Madri para Suárez Navarro, Svitolina conquistou seu segundo título consecutivo do Aberto da Itália, derrotando a cabeça-de-chave Simona Halep em dois sets, em uma revanche da final do ano anterior. No Aberto da França, Svitolina obteve vitórias contra Ajla Tomljanovic e Viktória Kužmová [en], antes de ser derrotado na terceira rodada por Mihaela Buzarnescu.
Ela começou sua temporada em quadra de grama com uma campanha para as quartas de final de Birmingham, perdendo novamente para Buzarnescu. Svitolina foi então derrotada na primeira rodada de Wimbledon pela recente campeã de Maiorca, Tatjana Maria.
Ela teve um sucesso moderado durante a US Open Series, chegando às semifinais em Montreal, onde estava defendendo o título, e às quartas de final de Cincinnati, quando perdeu para a eventual campeã Kiki Bertens. Ela chegou às oitavas de final no US Open pelo segundo ano consecutivo, perdendo para Anastasija Sevastova em três sets.
Os problemas físicos de Svitolina continuaram na campanha asiática, com derrotas consecutivas na primeira rodada para a eventual campeã Aryna Sabalenka em Wuhan e Aleksandra Krunic em Pequim, apesar de abrir uma vantagem de 6-0, 3-0 na última partida. Uma derrota nas quartas de final em Hong Kong para Wang Qiang em boa forma e eventual campeã, juntamente com a decisão de Svitolina de não jogar na última semana do ano em Moscou ou na cidade de Luxemburgo, significava que a qualificação para o WTA Finals em Cingapura dependeria das atuações de Karolína Plíšková e Kiki Bertens em Moscou. A derrota de Plíšková na segunda fase garantiu que Svitolina se classificasse para Cingapura pelo segundo ano consecutivo.
Como sexta cabeça-de-chave, ela foi sorteada para o Grupo Branco, ao lado da atual campeã Caroline Wozniacki e das tchecas Karolína Plíšková e Petra Kvitová. Ela venceu todas as três partidas do round robin, primeiro quebrando uma sequência de sete derrotas consecutivas contra Kvitová, derrotando-a em dois sets. Ela então derrotou Plíšková e Wozniacki em três sets para garantir sua vaga nas semifinais ao lado de Plíšková. Ela derrotou Kiki Bertens em três sets, e na final, ela veio de um set perdido para vencer Sloane Stephens, conquistando o maior título de sua carreira. Svitolina terminou o ano como o número 4 do mundo.

### 2019

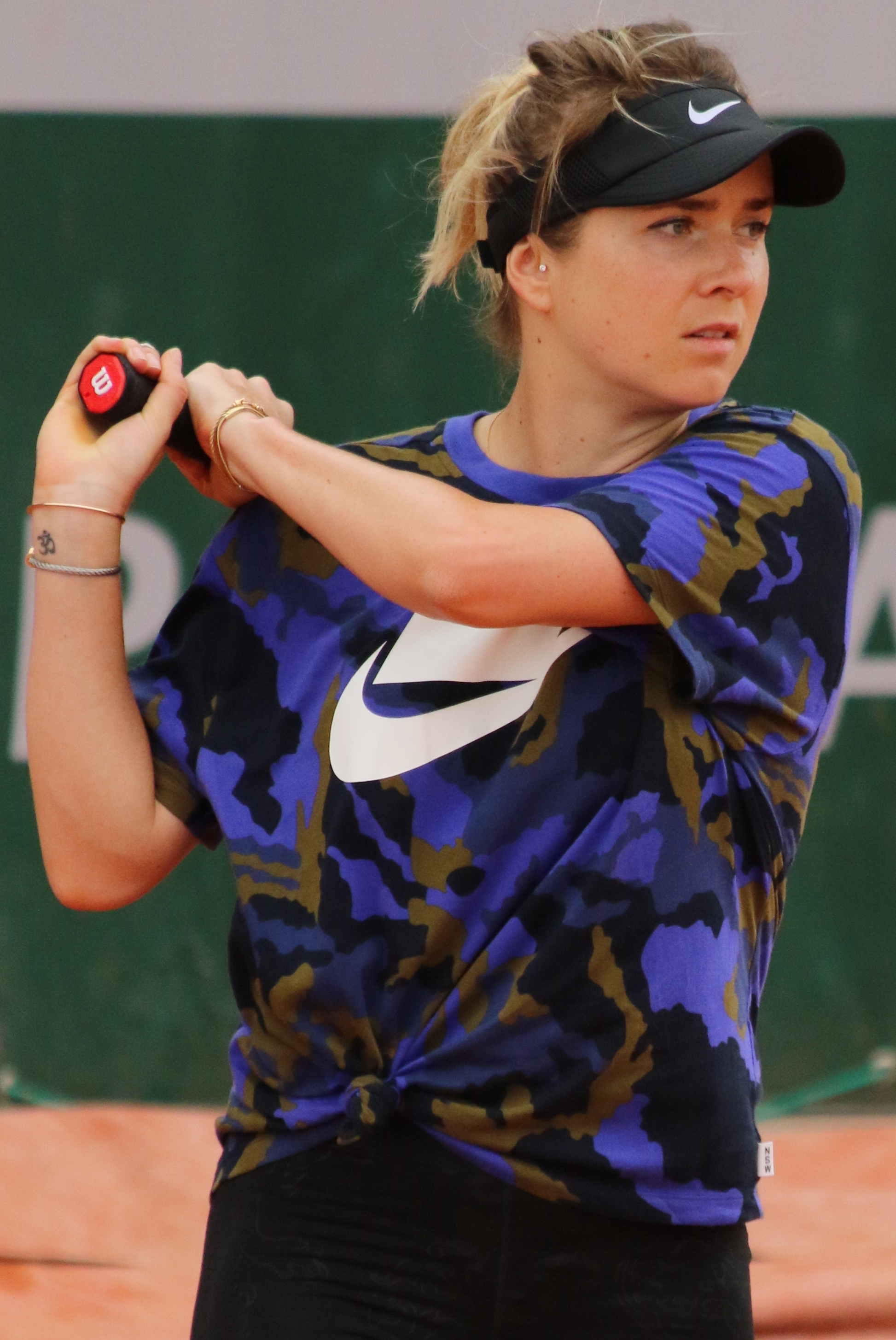
Svitolina em Roland Garros, 2019.

Svitolina abriu a temporada com uma defesa de título malsucedida em Brisbane; ela perdeu sua primeira partida para a finalista do ano anterior, Aliaksandra Sasnovich.
Como cabeça-de-chave nº 6 no Australian Open, ela derrotou as vindas da qualificatória Viktorija Golubic, Viktória Kužmová [en], Zhang Shuai e a 17ª cabeça-de-chave Madison Keys para chegar à sua segunda quartas de final consecutiva no Australian Open. Ela no entanto, sofreu uma lesão no pescoço e no ombro e foi derrotada pela quarta cabeça-de-chave e eventual campeã Naomi Osaka em dois sets. Svitolina então alcançou as semifinais consecutivas em Doha, perdendo mesmo tendo liderado o set final contra Simona Halep, e Dubai, onde era a então bicampeã, perdendo no tiebreak do terceiro set para a eventual campeã Belinda Bencic.
Svitolina alcançou sua terceira semifinal consecutiva do ano em Indian Wells. Em sua primeira semifinal de um torneio "Premier Mandatory " desde 2016, ela perdeu em três sets para a "wild card" de 18 anos e eventual campeã Bianca Andreescu. Na semana seguinte, no Miami Open, ela sofreu uma derrota surpresa em sua partida de abertura contra Wang Yafan. Svitolina revelou mais tarde que vinha lutando contra dores no joelho há várias semanas e anunciou que faria uma pequena pausa para se recuperar.
A temporada de Svitolina em quadra de saibro começou com derrotas consecutivas na primeira rodada para Pauline Parmentier em Madri e para Victoria Azarenka em Roma, onde ela havia sido bicampeã e conquistou um match point à frente no set final. No Aberto da França, Svitolina foi derrotada na terceira rodada pela campeã de 2016, Garbiñe Muguruza.
Depois de perder na primeira rodada em Birmingham e Eastbourne, Svitolina alcançou sua primeira semifinal de um Grand Slam em Wimbledon com vitórias sobre Daria Gavrilova, Margarita Gasparyan, Maria Sakkari, Petra Martić e Karolína Muchová, tornando-se a primeira ucraniana a fazê-lo. Lá, ela enfrentou a eventual campeã Simona Halep e foi derrotada em dois sets.
A temporada de quadra dura norte-americana começou para Svitolina em San Jose, onde como cabeça-de-chave, ela caiu para Maria Sakkari nas quartas de final. Ela então cairia para Sofia Kenin nas quartas de final de Toronto e nas oitavas de final em Cincinnati. Entrando no US Open como a quinta cabeça-de-chave, Svitolina derrotou Whitney Osuigwe [en], Venus Williams, Dayana Yastremska e Madison Keys para chegar às quartas de final. Lá, ela derrotou Johanna Konta em dois sets por uma vaga em sua segunda semifinal consecutiva do Grand Slam. Ela foi então derrotada em dois sets por Serena Williams. Posteriormente, ela voltou à posição de classificação mais alta de sua carreira, a de nº 3.
Svitolina alcançou três quartas de final consecutivas no encerramento da temporada na Ásia, perdendo para Kristina Mladenovic em Zhengzhou, eventual vice-campeã; Alison Riske em Wuhan e Kiki Bertens em Pequim. Apesar de não ter chegado à uma final durante a temporada, a consistência geral de Svitolina conseguiu garantir sua vaga como a oitava cabeça-de-chave no WTA Finals em Shenzhen pelo terceiro ano consecutivo. Ela foi sorteada para o Grupo Roxo ao lado de Karolína Plíšková, a campeã do US Open Bianca Andreescu, que mais tarde foi substituída por Sofia Kenin, e a campeã de Wimbledon, Simona Halep. Svitolina liderou seu grupo, vencendo as três partidas sem perder um set. Sua partida da semifinal contra Belinda Bencic foi interrompida quando Bencic se retirou com uma lesão na perna por 4–1 no set final, o que significa que Svitolina avançaria para a final pelo segundo ano consecutivo, bem como sua primeira final desde a conquista do título. em 2018. Ela falhou em defender seu título, porém, perdendo em dois sets para Ashleigh Barty. Isso significa que Svitolina não conseguiu conquistar um título durante o ano pela primeira vez desde 2012.

### 2020

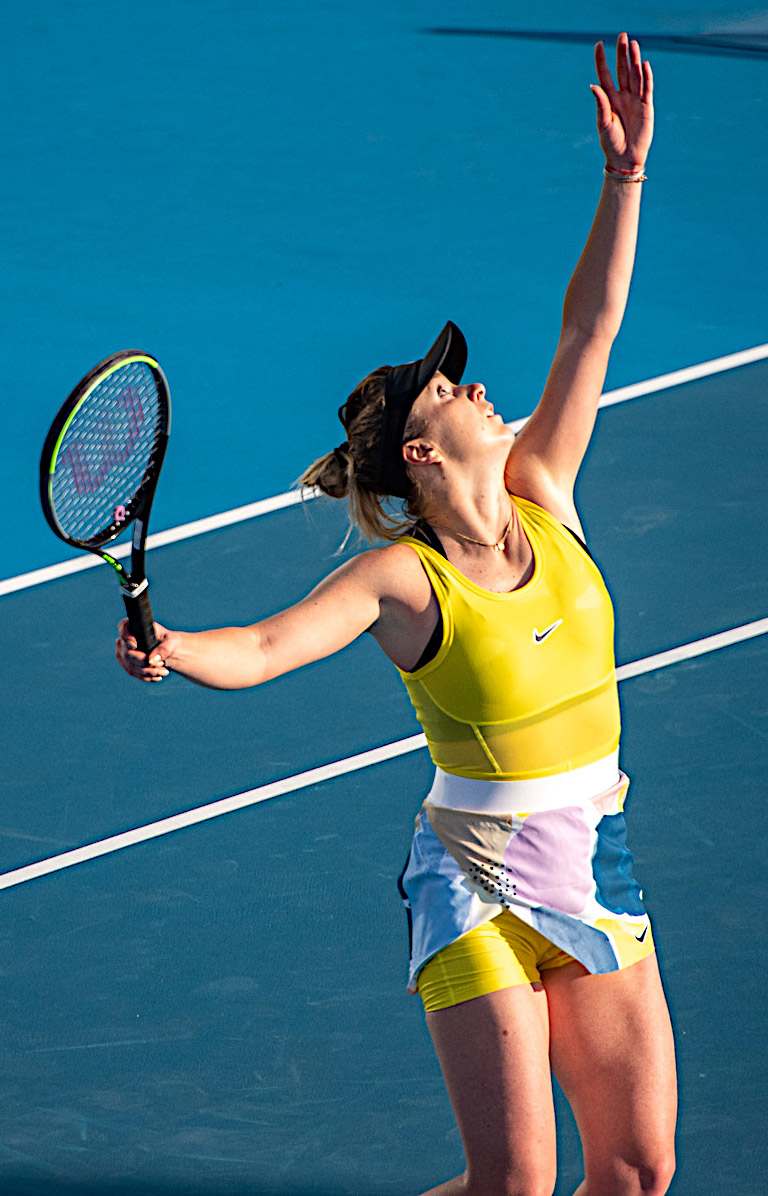
Svitolina no Australian Open, 2020.

Em seu primeiro torneio do ano em Brisbane, Svitolina perdeu na primeira rodada para Danielle Collins em dois sets. No Australian Open, Svitolina derrotou Katie Boulter e Lauren Davis, antes de cair para a eventual vice-campeã Garbiñe Muguruza. O início de temporada fraco de Svitolina continuou, sendo derrotada nas quartas de final de Hua Hin por Nao Hibino, e na primeira rodada de Dubai por Jennifer Brady, e Doha por Amanda Anisimova. Ela se recuperou no Monterrey Open, onde chegou facilmente à final sem perder um set. Ela então derrotou Marie Bouzková na final em três sets, conquistando seu 14º título de simples, e o primeiro desde sua vitória no WTA Finals há 16 meses.
Após a suspensão do WTA Tour devido à pandemia de COVID-19, Svitolina se recusou a participar do US Open devido a questões de segurança. Seu primeiro torneio de volta foi o Aberto da Itália onde derrotou Anastasia Pavlyuchenkova e Svetlana Kuznetsova para chegar às quartas de final, onde perdeu para Markéta Vondroušová, vencendo apenas três games. Em seguida, ela participou em Estrasburgo, onde derrotou Magda Linette, Jil Teichmann e Aryna Sabalenka para chegar à final. Lá, ela conquistou seu 15º título de simples WTA, derrotando Elena Rybakina em três sets apertados. No Aberto da França, onde foi a terceira cabeça-de-chave, Svitolina derrotou Varvara Gracheva, Renata Zarazúa [en], Ekaterina Alexandrova e Caroline Garcia para chegar às quartas de final. Nesta fase, ela foi derrotada pela vinda da qualificatória e número 130 do mundo, Nadia Podoroska. Seu último torneio da temporada foi no evento inaugural em Ostrava, onde, após ter ficado de "bye" na primeira rodada, ela foi derrotada por Maria Sakkari em dois sets na segunda. Ela terminou sua temporada em Ostrava e terminou o ano em 5º lugar.

### 2021

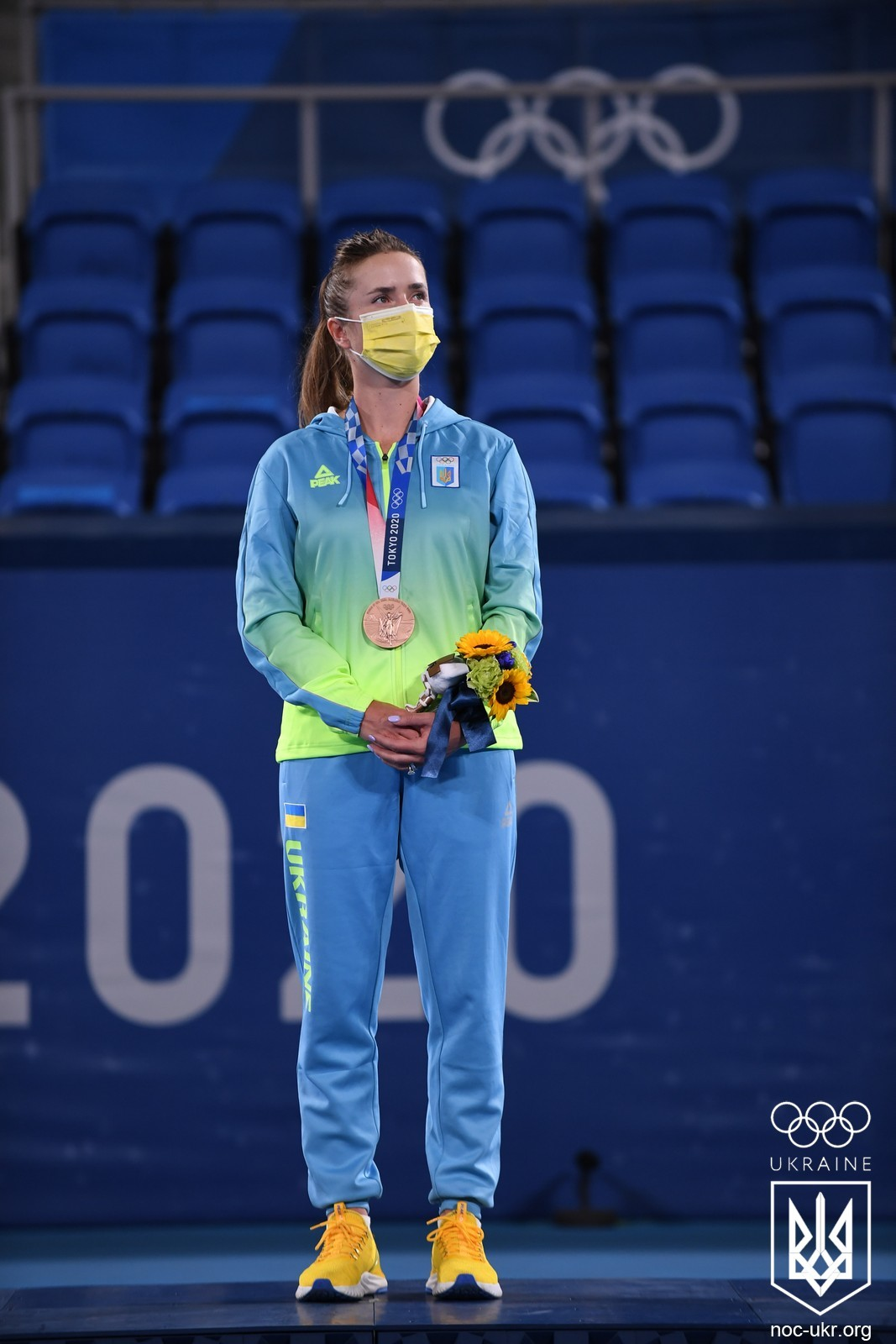
Svitolina no pódio olímpico, 2020/21.

Svitolina começou seu ano como a segunda cabeça-de-chave no Abu Dhabi Open e chegou às quartas de final, onde perdeu para a não-chave Veronika Kudermetova após um tie-break no terceiro set, durante o qual ela não conseguiu se recuperar de um revés de 3-0 no início. Após a derrota, ela embarcou em seu primeiro torneio de campanha australiana em quadra dura no Gippsland Trophy inaugural em Melbourne, onde entrou como a terceira cabeça-de-chave. Depois de vencer Andrea Petkovic e Jeļena Ostapenko, ela foi confrontada por Elise Mertens e perdeu após seu segundo tiebreak consecutivo no terceiro set no torneio. Em seguida, Svitolina começou o Australian Open como a quinta cabeça-de-chave e chegou à quarta rodada antes de ser surpreendida com a não cabeça-de-chave Jessica Pegula em outra partida de três sets, uma que ela recapitulou como "onde nada estava indo do meu jeito". A derrota deu a Pegula sua primeira vitória sobre uma jogadora do top 10, enquanto para Svitolina sua sexta derrota para uma jogadora classificada fora das top 30 em um evento de Grand Slam desde que ela se classificou entre as 10 primeiras desde maio de 2017.
Em março, Svitolina começou a campanha em quadra dura do Oriente Médio, que terminou com decepções consecutivas. Ela entrou pela primeira vez no Qatar Open como cabeça-de-chave, mas foi derrotada pela lesionada Victoria Azarenka em sua segunda partida do torneio. Na semana seguinte, ela entrou no Dubai Championships como primeira cabeça-de-chave mais uma vez, mas foi rapidamente forçada a sair logo após sua primeira partida após uma derrota para Svetlana Kuznetsova, em três sets. Mais tarde naquele mês, ela mudou sua sorte no Miami Open, depois de chegar às semifinais pela primeira vez em sua sétima participação no torneio. Ela foi derrotada pela eventual campeã, Ash Barty, em dois sets.
Svitolina deu o pontapé inicial na campanha europeia do ano no Stuttgart Open com um forte desempenho depois de chegar às semifinais após uma vitória cansativa de três sets sobre a atual campeã, Petra Kvitová, nas quartas de final. A vitória a preparou para sua segunda partida de semifinal do ano contra Ashleigh Barty, onde ela acabou perdendo novamente em outra partida de três sets. A derrota marcou sua terceira derrota consecutiva para Barty no confronto direto. Svitolina teve muito menos sucesso no Madrid Open depois de ser derrotada na primeira rodada por Jil Teichmann, mas ela minimizou a derrota rapidamente ao chegar às quartas de final do Aberto da Itália na semana seguinte. Lá, ela foi derrotada pela eventual campeã Iga Świątek, em dois sets. A campanha terminou no Aberto da França, onde como quinta cabeça-de-chave Svitolina perdeu na terceira rodada para a eventual campeã, Barbora Krejčíková, em dois sets. Apesar das derrotas, Svitolina creditou seu investimento em cursos de psicologia on-line por ajudá-la a lidar com a natureza caótica de estar em turnê durante a campanha em quadras de saibro em meio à pandemia.
Para a temporada na grama, Svitolina, como segunda cabeça de chave, participou de seu primeiro torneio no Aberto da Alemanha em Berlim e teve um começo difícil depois de ser eliminada em sua primeira partida lá; sua derrota para Ekaterina Alexandrova, em dois sets, marcou sua primeira derrota para a russa em quatro confrontos diretos. Seus problemas a seguiram até o Eastbourne International na semana seguinte, onde ela foi derrotada na segunda rodada pela não cabeça de chave Elena Rybakina, em dois sets. A temporada na grama culminou com Wimbledon, onde a semifinalista defensora finalizou uma decepcionante campanha na grama com uma derrota por sets diretos para a não cabeça de chave Magda Linette, apenas na segunda rodada. Sua eliminação marcou a maior reviravolta do torneio na época.
Nos Jogos Olímpicos de Verão de 2020 em Tóquio, Svitolina embarcou em sua segunda participação nas Olimpíadas e entrou no torneio de tênis individual como a quarta cabeça-de-chave. Esta seria sua segunda tentativa de ganhar para seu país natal a primeira medalha no tênis na história das Olimpíadas. Depois de derrotar Camila Giorgi nas quartas de final, ela foi impedida de chegar à disputa pela medalha de ouro por Markéta Vondroušová nas semifinais, quando perdeu em dois sets. Decepcionada por perder as semifinais, mas imperturbável, ela enfrentou Elena Rybakina na disputa pela medalha de bronze em uma revanche desde o encontro em Eastbourne. Desta vez, Svitolina se vingou e virou de um set perdido para vencer o tiebreak do segundo set e a decisão. Falando sobre o significado da vitória após a conquista da medalha de bronze, Svitolina exclamou: "Vencer uma batalha tão grande pelo bronze significa o mundo para mim. Todos na Ucrânia estão assistindo, não ganhamos tantas medalhas, é muito especial para mim e para a Ucrânia".

Quero ser lembrada como uma lutadora pelo meu país. Quero vencer tudo o que jogo e sempre tento fazer o meu melhor e estar no meu melhor pela Ucrânia.

Svitolina, sobre os Jogos Olímpicos
Vindo de sua vitória em Tóquio, Svitolina esperava continuar sua sequência de sucesso no início da temporada em quadra dura norte-americana durante a US Open Series do ano, mas ela rapidamente falhou em materializar vitórias cruciais nos dois primeiros torneios da campanha. No Aberto do Canadá, como terceira cabeça-de-chave Svitolina foi derrotada em sua primeira partida por Johanna Konta em três sets, apesar de ter vencido o primeiro. A derrota a marcou a sua primeira de seis confrontos diretos. Na semana seguinte, no Cincinnati Open, como quarta cabeça-de-chave Svitolina foi novamente eliminada em sua primeira partida, desta vez contra Angelique Kerber em outra derrota em três sets. Após essas decepcionantes saídas precoces, Svitolina viajou para Michigan para o Chicago Open inaugural como cabeça-de-chave, onde conquistou seu 16º título WTA após derrotar Alizé Cornet na partida final, em dois sets. Sobre sua decisão de jogar em Chicago, Svitolina disse: "Vim aqui para ganhar confiança, fazer boas partidas e no final aconteceu assim. Estou ansiosa por Nova York".
Em Nova York, no US Open daquele ano, a quinta cabeça-de-chave Svitolina começou sua campanha com vitórias em sets diretos sobre Rebecca Marino e Rebeka Masarova [en] no primeira e na segunda rodada, respectivamente. Ela seguiu essas vitórias com duas vitórias adicionais em sets diretos sobre a 25ª cabeça-de-chave Daria Kasatkina e a 12ª cabeça-de-chave Simona Halep para chegar às quartas de final do US Open. Mas nas quartas de final, Svitolina foi derrotada por Leylah Fernandez, de 19 anos, em um thriller de três sets que viu Svitolina vencer o segundo set e voltar de três games a menos na decisão para levar o set ao tiebreak. Svitolina acabou se tornando a terceira de quatro jogadoras cabeças-de-chave que Fernandez derrotou durante sua sequência de vitórias para chegar à sua primeira final de Grand Slam.
Algumas semanas depois, em uma tentativa de replicar o sucesso que experimentou em Chicago apenas algumas semanas antes, Svitolina entrou no Chicago Fall Tennis Classic [en] inaugural como cabeça-de-chave, mas perdeu para a sexta cabeça-de-chave e eventual finalista Ons Jabeur em dois sets. nas quartas de final. A derrota foi a primeira para Jabeur em seus quatro confrontos. Em Indian Wells, a defensora semifinalista entrou como quarta cabeça-de-chave e derrotou Sorana Cîrstea na terceira rodada em uma partida de três sets, onde esteve com uma quebra abaixo no set decisivo, na sequência, foi rapidamente eliminada por Jessica Pegula na quarta rodadaem sets diretos (6-1, 6-1). Após a derrota, ela explicou à imprensa que havia sofrido uma distensão muscular na perna direita durante o torneio, o que a impediu de treinar regularmente e prejudicou muito seus movimentos durante a partida final. Seus problemas continuaram no final da temporada após uma derrota na primeira rodada para Camila Osorio no Tenerife Ladies Open, apesar de ser a cabeça-de-chave. Pela primeira vez em quatro anos, ela terminou o ano fora do top 10, classificada em 15º lugar.

### 2022
O decepcionante início de temporada de Svitolina consistiu em derrotas consecutivas no Adelaide International 1 (para Anastasia Gasanova [en]) e 2 (para Madison Keys). Ela então iniciou sua primeira grande campanha do ano como a 15ª cabeça-de-chave no Australian Open, com duas vitórias consecutivas sobre Fiona Ferro e Harmony Tan [en] antes de sucumbir rapidamente para Victoria Azarenka depois de vencer apenas dois games em seu confronto na terceira rodada. Das oito partidas restantes da temporada, Svitolina conseguiu vencer apenas três, sendo duas em Monterrey que a levaram às quartas de final daquele ano, onde perdeu para Camila Osorio.
Após a invasão russa da Ucrânia em 2022 em fevereiro, Svitolina ganhou as manchetes quando declarou que não jogaria contra ninguém que representasse a Rússia ou a Bielo-Rússia depois de ser colocada contra a jogadora russa Anastasia Potapova na primeira rodada do torneio de Monterrey, e ela e seus compatriotas exigiram que os órgãos dirigentes do tênis considerassem qualquer jogador russo ou bielorrusso como um "atleta neutro" durante a guerra. Suas revindicações foram posteriormente atendidas.
Em 31 de março de 2022, Svitolina anunciou que estava fazendo uma pausa temporária nas competições, alegando problemas de saúde, incluindo dores nas costas e exaustão emocional devido à guerra na Ucrânia. Mais tarde, em maio, ela anunciou que estava grávida de seu primeiro filho, e deu à luz em outubro.
Ao longo de seu hiato, Svitolina teve um papel ativo em exibições de caridade e eventos de gala para aumentar a conscientização e arrecadar dinheiro em apoio à Ucrânia. Em julho, ela se juntou a Iga Świątek e Agnieszka Radwańska para uma exibição em Cracóvia na qual foi árbitra de cadeira; juntas, elas arrecadaram mais de € 400.000 para a sua fundação homônima e também para as fundações: United24 [en] e UNICEF Polska [pl]. Em outubro, ela arrecadou mais de € 240.000 para sua fundação e a United24 em um evento de gala beneficente em Mônaco.

### 2023
Em março, Svitolina anunciou que voltaria à turnê no Charleston Open em abril com um "wild card" e será acompanhada pelo novo técnico Raemon Sluiter.
Svitolina teve um início de temporada discreto. Seu melhor resultado foi uma semifinal em um torneio WTA 125 no início de maio, o L'Open 35 de Saint-Malo, onde perdeu para Sloane Stephens, a eventual campeã, em dois sets apertados (5-7, 65-7). O novo ímpeto levou Svitolina ao seu 17º título WTA na carreira em Estrasburgo sobre Anna Blinkova; foi seu segundo título em Estrasburgo, seu primeiro título em 21 meses, e estendeu suas sequências perfeitas em finais de saibro para seis e finais WTA 250 para dez.
Ela chegou à quarta rodada no Aberto da França derrotando a 26ª cabeça-de-chave Martina Trevisan, junto com vitórias consecutivas sobre as vindas da qualificatória Storm Hunter e novamente sobre Anna Blinkova. Ela derrotou a nona cabeça-de-chave Daria Kasatkina para garantir sua vaga nas quartas de final de um Grand Slam pela nona vez em sua carreira, a quarta no Aberto da França e a primeira em um Major desde o US Open de 2021. Apesar de perder para a número 2 do mundo e atual campeã do Australian Open, Aryna Sabalenka, em dois sets, Svitolina voltou ao top 100 em 12 de junho de 2023.
Sua boa performance continuou em Wimbledon, onde ela alcançou as quartas de final consecutivamente como "wild card" derrotando Venus Williams, Elise Mertens, Sofia Kenin e a 19ª cabeça-de-chave Victoria Azarenka. Ela derrotou a número 1 do mundo Iga Swiatek para fazer sua segunda semifinal em Wimbledon. Foi também sua quarta vitória sobre uma campeã de torneios Major. Ela se tornou a terceira jogadora na Era Aberta a derrotar quatro ex-campeãs de Majors em um único torneio do Grand Slam, depois de Serena Williams no US Open de 1999 e Justine Henin em Roland Garros em 2005. Como resultado, ela voltou ao top 30, subindo cerca de 50 posições no ranking.
Em julho, quando a tetracampeã mundial individual de sabre da Ucrânia, Olga Kharlan, foi desqualificada no Campeonato Mundial de Esgrima por não apertar a mão de sua oponente russa derrotada, embora ela tenha oferecido um toque de lâminas em reconhecimento, Svitolina expressou apoio a Kharlan. "Por que os russos não respeitam a nossa posição?" ela perguntou. Ela apelou à "Fédération Internationale d'Escrime" para seguir o exemplo da WTA; que apoiou a decisão de Svitolina de não apertar a mão de russas ou bielorrussas após os jogos. Ela disse: "Acho que as outras federações desportivas deveriam fazer o mesmo. Deveriam respeitar a nossa decisão, e a decisão do nosso país também." Svitolina chamou a desqualificação da FIE de "desrespeitosa" para com os ucranianos.
De volta as quadras duras na América do norte, Svitolina teve uma campanha irregular. Ela chegou às quartas de final em Washington mas ficou na primeira rodada em Montreal. No US Open, ela chegou a terceira rodada onde perdeu para Jessica Pegula em jogo de três sets.
Dois dias depois, Svitolina anunciou que faria uma nova pausa na carreira para "clarear as ideias e recuperar o foco".

### 2024
Svitolina começou o ano com uma campanha consistente no ASB Classic, vencendo Caroline Wozniacki na primeira rodada em sets diretos, Emma Raducanu na segunda em jogo de três sets, Marie Bouzková nas quartas de final em sets diretos e Wang Xiyu na semifinal em mais um jogo de três sets. Na final, contra a defensora do título Coco Gauff, depois de vencer o primeiro set no "tiebreak" acabou perdendo os dois sets seguintes ficando com o vice-campeonato. Depois disso, partiu para o Australian Open, no qual, como "cabeça de chave" N° 19 venceu Taylah Preston [en] na primeira rodada em sets diretos,  Viktoriya Tomova na segunda também em sets diretos, e Viktorija Golubic em mais um jogo de sets diretos na terceira. Na sequência, ela perdeu para a jovem revelação tcheca Linda Nosková, na quarta rodada por abandono, devido a uma contusão na região lombar. Prosseguindo sua campanha em quadras duras, agora no Oriente Médio, Svitolina participou do Dubai Championships, chegando até às oitavas de final onde perdeu para a cabeça de chave N° 1, Iga Swiatek em sets diretos. No giro americano, ela não teve muito sucesso, ficando na segunda rodada em Indian Wells e na primeira em Miami.
Svitolina deu início à temporada em quadras de saibro no Charleston Open, ficando na segunda rodada. Em seguida, participou do Time Ucrânia da Copa Billie Jean King onde perdeu seu jogo contra Ana Bogdan em três sets e venceu seu jogo contra Jaqueline Cristian em sets diretos. Depois disso, participou do Aberto de Madri onde perdeu na primeira rodada para Sara Sorribes Tormo em sets diretos. No subsequente Aberto de Roma, seu desempenho melhorou muito. Como cabeça de chave N° 16, ela venceu Sara Errani em seu jogo de estreia, e Anna Kalinskaya na rodada seguinte, ambos os jogos em sets diretos, nas oitavas de final, ela perdeu para a cabeça de chave N° 2, Aryna Sabalenka em jogo de três sets, decidido num "tiebreak" muito equilibrado. Já no Aberto da França, como cabeça de chave N° 15, venceu Karolína Plíšková, na primeira rodada em jogo de três sets, venceu Diane Parry, na segunda, em sets diretos, venceu Ana Bogdan, na terceira, mais uma vez em sets diretos, chegando às oitavas de final, onde perdeu para a cabeça de chave N° 4, Elena Rybakina, novamente em sets diretos.

## Finais

### Jogos Olímpicos
| Posição | Ano  | Torneio                 | Piso | Oponente       | Placar             |
| ------- | ---- | ----------------------- | ---- | -------------- | ------------------ |
| Bronze  | 2021 | Jogos Olímpicos de 2020 | Duro | Elena Rybakina | 1–6, 7–6(7–5), 6–4 |

### Circuito WTA

#### Simples: 10 (8 títulos)
| Legenda                                      |
| -------------------------------------------- |
| Grand Slam (0–0)                             |
| WTA Tour (0–0)                               |
| Tier I / Premier Mandatory & Premier 5 (2–0) |
| Tier II / Premier (0–2)                      |
| Tier III, IV & V / International (6–0)       |

| Títulos por piso |
| ---------------- |
| Duro (5–2)       |
| Grama (0–0)      |
| Saibro (3–0)     |
| Carpete (0–0)    |

| Posição | N.  | Data        | Torneio                                   | Piso     | Oponente            | Placar             |
| ------- | --- | ----------- | ----------------------------------------- | -------- | ------------------- | ------------------ |
| Campeã  | 1.  | 28 Jul 2013 | Baku Cup, Baku, Azerbaijão                | Duro     | Shahar Pe'er        | 6–4, 6–4           |
| Campeã  | 2.  | 27 Jul 2014 | Baku Cup, Baku, Azerbaijão                | Duro     | Bojana Jovanovski   | 6–1, 7–6(7–2)      |
| Campeã  | 3.  | 2 Mai 2015  | Marrakech Grand Prix, Marrakesh, Marrocos | Saibro   | Tímea Babos         | 7–5, 7–6(7–3)      |
| Campeã  | 4.  | 6 Mar 2016  | Malaysian Open, Kuala Lumpur, Malásia     | Duro     | Eugenie Bouchard    | 6–7(5–7), 6–4, 7–5 |
| Vice    | 5.  | 27 Ago 2016 | Connecticut Open, New Haven, US           | Duro     | Agnieszka Radwanska | 1–6, 6–7(3–7)      |
| Vice    | 6.  | 6 Nov 2016  | WTA Elite Trophy, Zhuhai, China           | Duro     | Petra Kvitová       | 4–6, 2–6           |
| Campeã  | 7.  | 6 Fev 2017  | Taiwan Open, Taipé, Taiwan                | Duro     | Peng Shuai          | 6–3, 6–2           |
| Campeã  | 8.  | 25 Fev 2017 | Dubai Tennis Championships, Dubai, UAE    | Duro     | Caroline Wozniacki  | 6–4, 6–2           |
| Campeã  | 9.  | 30 Abr 2017 | Istanbul Cup, Istanbul, Turquia           | Saibro   | Elise Mertens       | 6–2, 6–4           |
| Campeã  | 10. | 21 Mar 2017 | Italian Open, Roma, Itália                | Saibro   | Simona Halep        | 4–6, 7–5, 6–1      |
| Campeã  | 11. | 20 Mai 2018 | Italian Open, Roma, Itália                | Saibro   | Simona Halep        | 6–0, 6–4           |
| Campeã  | 12. | 28 Out 2018 | WTA Finals, Singapura                     | Duro (i) | Sloane Stephens     | 3–6, 6–2, 6–2      |
| Vice    | 13. | 3 Nov 2019  | WTA Finals, Shenzhen                      | Duro (i) | Ashleigh Barty      | 4–6, 3–6           |

#### Duplas: 2 (2 títulos)
| Campeã — Legenda                             |
| -------------------------------------------- |
| Grand Slam (0–0)                             |
| WTA Tour (0–0)                               |
| Tier I / Premier Mandatory & Premier 5 (0–0) |
| Tier II / Premier (0–0)                      |
| Tier III, IV & V / International (2–0)       |

| Títulos por piso |
| ---------------- |
| Duro (2–0)       |
| Grama (0–0)      |
| Saibro (0–0)     |
| Carpete (0–0)    |

| Posição | N. | Data        | Torneio                         | Piso | Parceira        | Oponentes                        | Placar           |
| ------- | -- | ----------- | ------------------------------- | ---- | --------------- | -------------------------------- | ---------------- |
| Campeã  | 1. | 20 Jul 2014 | Istanbul Cup, Istambul, Turquia | Duro | Misaki Doi      | Oksana Kalashnikova Paula Kania  | 6–4, 6–0         |
| Campeã  | 2. | 26 Jul 2015 | Istanbul Cup, Istambul, Turquia | Duro | Daria Gavrilova | Çagla Büyükakçay Jelena Jankovic | 5–7, 6–1, [10–4] |

## Circuito juvenil

### Grand Slam

#### Simples: 2 (1–1)
| Posição | Ano  | Torneio       | Piso   | Oponente         | Placar   |
| ------- | ---- | ------------- | ------ | ---------------- | -------- |
| Campeã  | 2010 | Roland Garros | Saibro | Ons Jabeur       | 6–2, 7–5 |
| Vice    | 2012 | Wimbledon     | Grama  | Eugenie Bouchard | 2–6, 2–6 |

#### Duplas: 1 (0–1)
| Posição | Ano  | Torneio   | Piso  | Parceira          | Oponentes                   | Placar             |
| ------- | ---- | --------- | ----- | ----------------- | --------------------------- | ------------------ |
| Vice    | 2010 | Wimbledon | Grama | Irina Khromacheva | Tímea Babos Sloane Stephens | 7–6(9–7), 2–6, 2–6 |